# Montgaillard (Tarn)
Montgaillard (okzitanisch: Montgalhard) ist eine südfranzösische Gemeinde mit 361 Einwohnern (Stand: 1. Januar 2022) im Département Tarn in der Region Okzitanien. Die Gemeinde gehört zum Arrondissement Albi und zum Kanton Vignobles et Bastides. Die Einwohner werden Montgaillardais und Montgaillardaises genannt.

## Geografie
Montgaillard liegt etwa 45 Kilometer westlich von Albi und etwa 22 Kilometer südöstlich von Montauban entfernt am Tescou. Darüber hinaus wird das Gemeindegebiet vom Coulerc und verschiedenen anderen kleinen Wasserläufen entwässert.
Umgeben wird Montgaillard von den Nachbargemeinden Saint-Urcisse im Norden, La Sauzière-Saint-Jean im Nordosten, Salvagnac im Osten, Grazac im Süden und Südosten, Tauriac im Süden, Beauvais-sur-Tescou im Süden und Westen sowie Verlhac-Tescou im Nordwesten.

## Bevölkerungsentwicklung
| Jahr                       | 1962 | 1968 | 1975 | 1982 | 1990 | 1999 | 2006 | 2013 | 2020 |
| Einwohner                  | 311  | 294  | 264  | 262  | 249  | 304  | 311  | 406  | 359  |
| Quellen: Cassini und INSEE |      |      |      |      |      |      |      |      |      |

## Sehenswürdigkeiten
- Neugotische Kirche Saint-Michel aus dem 19. Jahrhundert
- Schloss Montgaillard aus dem 12. bis 14. Jahrhundert mit Um- und Ausbauten im 16. und im 18. Jahrhundert